# Vodní nádrž Hořička
Vodní nádrž Hořička je hypotetická přehradní nádrž v Pardubickém kraji, jejíž lokalita patří mezi území chráněná pro akumulaci povrchových vod. Napájena by byla řekou Ležák a jejím přítokem Oběšinkou. Nádrž by zatopila rozsáhlé území mezi obcemi Miřetice a Smrček s množstvím samot a osad. K roku 2008 zde bylo registrováno 14 obytných budov, 5 rekreačních a 2 další stavení. Kromě toho by zatopila i trojici chovných rybníků Žďár, Hořička a Petráň, spolu s nimi i menší rybník Kutín a zřejmě i vrch Hořička, ležící mezi stejnojmenným rybníkem, rybníkem Žďár a obcí Smrček. Pod vodou by skončila i většina silnice spojující Smrček a Žumberk s Miřeticemi, Havlovicemi a Loukou a také silnice II/337 v úseku mezi Miřeticemi a Dubovou. V Generelu území chráněných pro akumulaci povrchových vod je zaznamenáno, že obec Miřetice s výstavbou přehrady nesouhlasí.
Vodní nádrž by sloužila jako zdroj vody pro nadlepšování průtoků v Novohradce. Z ekologického hlediska může být problémem výskyt kriticky ohroženého raka říčního a silně ohrožených vydry říční, skokana zeleného, ledňáčka říčního, slepýše křehkého a rosničky zelené.